# Joshua Hinchcliffe
Pour les articles homonymes, voir Hinchcliffe.
Joshua Hinchcliffe (24 mai 1868-1954) est un homme politique canadien de la Colombie-Britannique. Il est député provincial conservateur de la circonscription britanno-colombienne de Victoria City de 1920 à 1933.
Hinchliffe est ministre de l'Éducation, ainsi que ministre des Terres dans le cabinet provincial.

## Biographie
Né à Bradford dans le Yorkshire de l'Ouest en Angleterre, Hinchcliffe arrive au Canada en 1890. Il étudie au St. John's College (en) de Winnipeg. Nommé premier recteur du St. Luke's Anglican Church de Red Deer en Alberta en 1899. Hinchcliffe exerce aussi les métiers d'architecte, de tailleur de pierre et de charpentier pour la construction de l'église.
Hinchliffe sert comme aumônier dans le Corps expéditionnaire canadien durant la Première Guerre mondiale. Il meurt en 1954.